# 国道388号
国道388号（こくどう388ごう）は、大分県佐伯市から宮崎県延岡市を経て、熊本県球磨郡湯前町に至る一般国道である。

## 概要
大分県の南東部に位置する佐伯市・佐伯駅前の国道217号分岐から日向灘に面するリアス式海岸に沿って南下して宮崎県延岡市を中継し、宮崎県中央部の九州山地を東西に横断して、熊本県南部の人吉盆地にある球磨郡湯前町の国道219号交点に至る、延長約226 kmの一般国道の路線である。主な通過地は宮崎県延岡市、東臼杵郡門川町、美郷町、椎葉村、熊本県球磨郡水上村である。宮崎県内の延岡市から門川町までの約22 kmにかけて、国道10号と重用する。東九州自動車道とは、佐伯 - 延岡間で平行し、蒲江ICと北浦ICで直接接続する。
指定当初は延岡市以外のほとんどが未改良区間であったが、日豊海岸沿いは道路の改良が進み、通行の難度は少々低くなった。これに対し、海岸沿いの大分県・宮崎県の県境付近と、美郷町南郷区鬼神野 - 熊本県水上村湯山の大河内越（椎葉村内）・湯山峠（椎葉村・水上村）の山岳部は、未改良ですれ違いが困難な箇所や路面状態も悪いことから、九州の代表的な「酷道」に数えられている。
山間部は冬季は積雪、路面凍結等による交通規制が多く、夏季は台風や大雨による土砂災害、地すべり、落石、路肩決壊による全面通行止めや重量規制になることがある。

### 路線データ
一般国道の路線を指定する政令に基づく起終点および重要な経過地は次のとおり。
- 起点：佐伯市（佐伯駅前交差点 = 国道217号交点）
- 終点：熊本県球磨郡湯前町（国道219号交点、国道446号・熊本県道43号錦湯前線・宮崎県道・熊本県道142号上椎葉湯前線・熊本県道161号五木湯前線終点）
- 重要な経過地：大分県南海部郡蒲江町[注釈 2]、延岡市、宮崎県東臼杵郡門川町、同郡西郷村[注釈 3]・同郡南郷村[注釈 3]・同郡椎葉村
- 総延長 : 225.9 km（熊本県 18.5 km、大分県 43.4 km、宮崎県 164.0 km）重用延長を含む。[3][注釈 4]
- 重用延長 : 22.4 km（熊本県 - km、大分県 - km、宮崎県 22.4 km）[3][注釈 4]
- 未供用延長 : なし[3][注釈 4]
- 実延長 : 203.5 km（熊本県 18.5 km、大分県 43.4 km、宮崎県 141.6 km）[3][注釈 4]
  - 現道 : 197.3 km（熊本県 18.2 km、大分県 42.4 km、宮崎県 136.7 km）[3][注釈 4]
  - 旧道 : 6.2 km（熊本県 0.3 km、大分県 1.0 km、宮崎県 4.9 km）[3][注釈 4]
  - 新道 : なし[3][注釈 4]
- 指定区間：国道10号と重複する区間（宮崎県延岡市大門町 - 東臼杵郡門川町・中須交差点）[4]

## 歴史
- 1975年（昭和50年）4月1日 - 一般国道388号（大分県佐伯市 - 宮崎県延岡市）として指定。大半が元大分県道6号・宮崎県道6号延岡佐伯線だった区間である。
- 1993年（平成5年）4月1日 - 一般国道388号（大分県佐伯市 - 熊本県球磨郡湯前町）。元宮崎県道22号延岡西都線だった区間と、国道446号重複の区間を新規指定。
- 1997年（平成9年） - 須美江バイパスが開通[5]。
- 1998年（平成10年） - 東谷バイパスが全線開通[5]。
- 2000年（平成12年） - 浦城バイパスが開通[5]。
- 2004年（平成16年） - 和田越バイパスが全線開通[5]。
- 2006年（平成18年） - 無鹿バイパスが開通[5]。
- 2014年（平成26年）12月1日 - 日平バイパスが開通[6][7]。
- 2023年（令和5年）2月5日 - 畑野浦楠本バイパスの楠本古浦トンネル (278 m) を含む区間 (540 m) が開通[8]。

## 路線状況

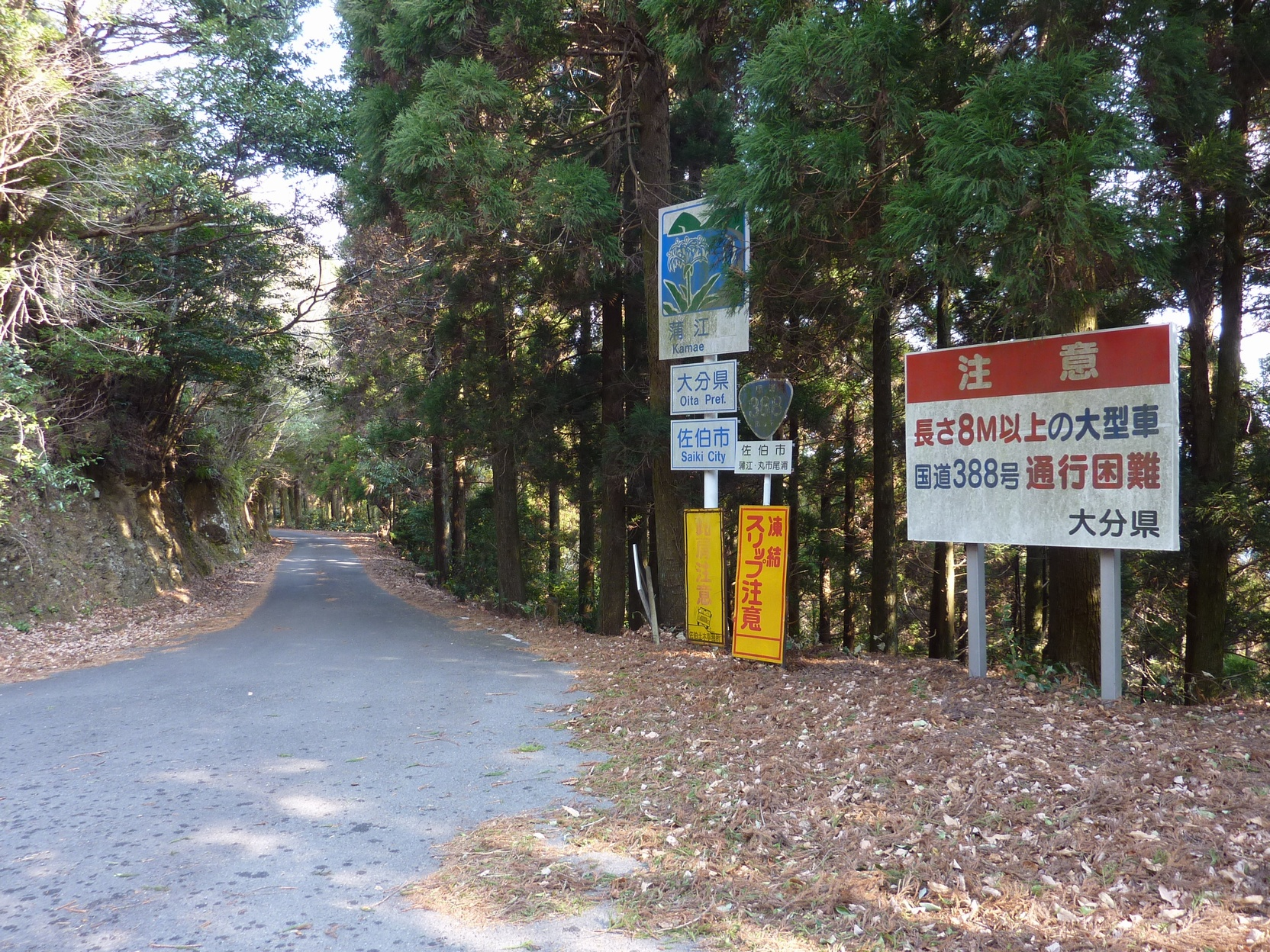
2011年1月時点の大分・宮崎県境。東九州道、蒲江北浦農道などを利用することで当該区間を迂回することが可能である。
大分県佐伯市 - 宮崎県延岡市

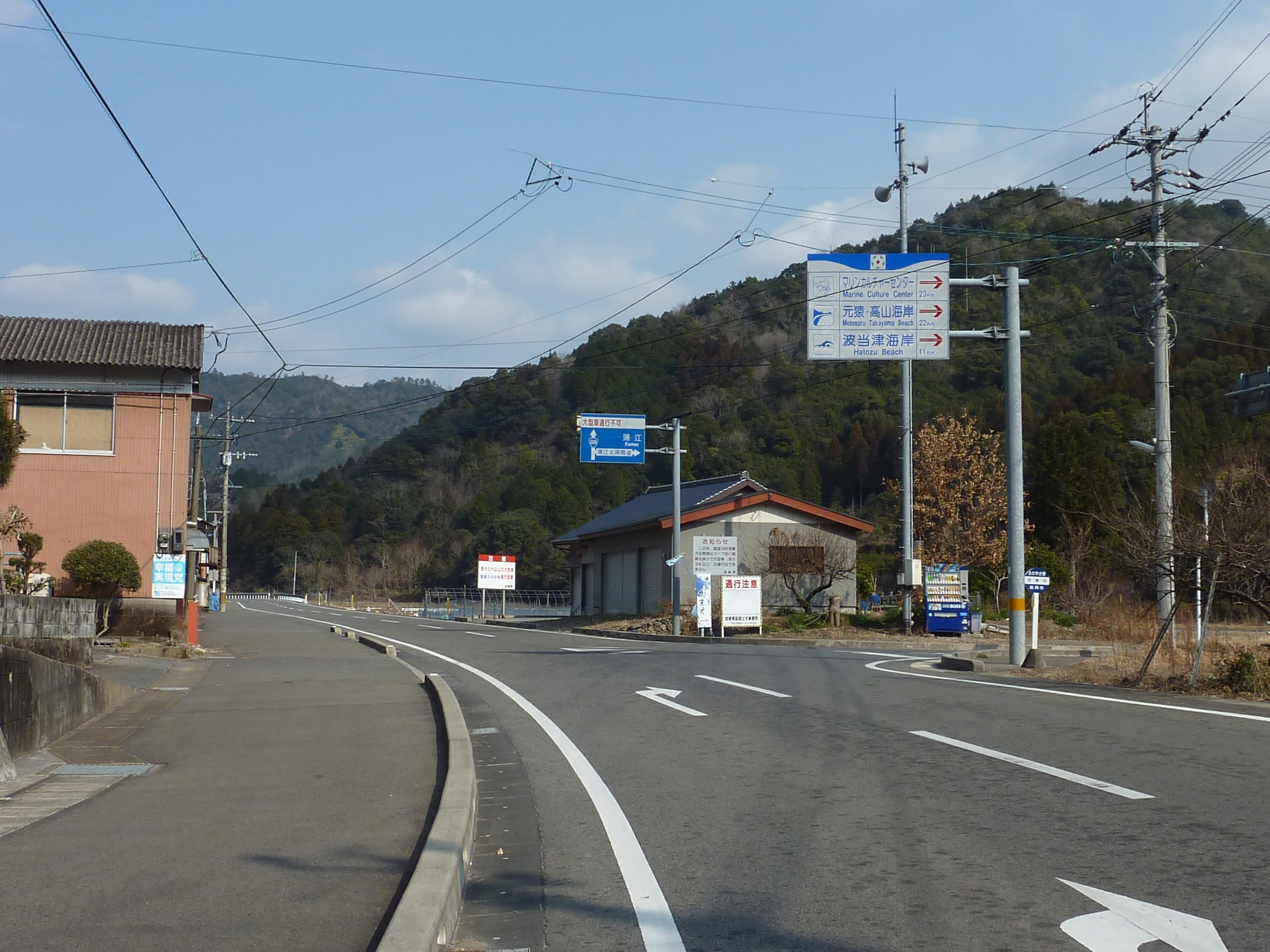
大分・宮崎県境の「酷道区間」を迂回する蒲江北浦農道への分岐点（宮崎県側）

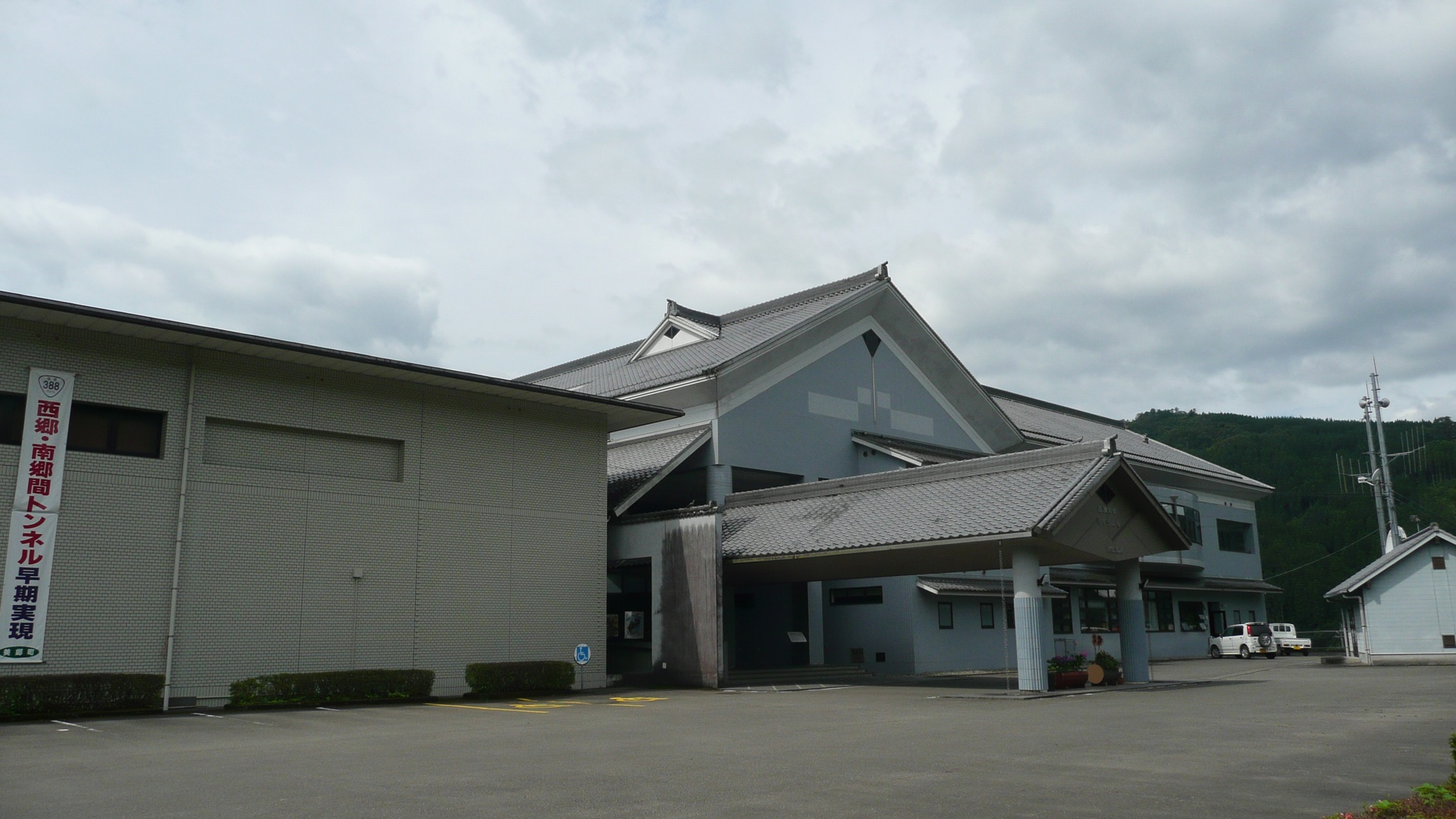
美郷町役場南郷支所（旧南郷村役場）には西郷・南郷間の早期整備を訴えた垂れ幕が掛けられている。
宮崎県東臼杵郡美郷町 南郷区

大分・宮崎県区間は狭隘な山林の中を走る峠越えの酷道区間がある。並行している蒲江北浦農道（蒲北トンネル方面）への誘導案内があるため、車が走行している形跡がほぼない（落ち葉や小石が散乱し、路面も荒れている）。また、並行して無料の東九州自動車道が通過していることから、将来改良される見通しもないとの見方がされている。延岡市大門町から日向市手前の東臼杵郡門川町中須まで国道10号と重複する。美郷町に日平バイパス（美郷トンネル）開通後もバイパスに並行する現役の旧道が残されており、小原隧道のある旧道を通過する車両は少ない。東臼杵郡椎葉村大字大河内で国道265号との重複区間が約3.5 kmにわたる。熊本県の市房ダム至近で、熊本県球磨郡水上村と同郡湯前町の町村界付近には奥球磨ループ橋が設置されている。

### 通称
- 日豊リアスライン（延岡市北浦町三川内 - 延岡市無鹿町）[11]

### バイパス
延岡市以北の日豊海岸沿いはバイパス道路の建設が進んでおり、一部を除いて全線開通している。また美郷町北郷区・西郷区などでは道路拡幅が進行中であるが、美郷町南郷区以降は未改良状態となっている。
また佐伯市 - 延岡市の県境区間については、並行して東九州自動車道が開通しており、新直轄方式での整備のため無料で通行が可能である。そのため、狭隘路が残る県境区間の実質的なバイパスとして機能している。
- 畑野浦バイパス（佐伯市大字木立 - 同市蒲江大字畑野浦）
- 浦城バイパス（延岡市須美江町 - 同市浦城町）
- 無鹿バイパス（延岡市無鹿町 - 同市大門町）
- 東谷バイパス
- 和田越バイパス（美郷町西郷区 - 美郷町北郷区、延長4.9 km）
- 日平バイパス（美郷町西郷田代 - 美郷町南郷水清谷）
- 蒲江バイパス
- 古江バイパス
- 畑の浦バイパス
- 小蒲江バイパス
- 小蒲江森崎浦バイパス（佐伯市蒲江大字蒲江浦 - 佐伯市大字森崎浦、延長 2.8 km）

### 重複区間

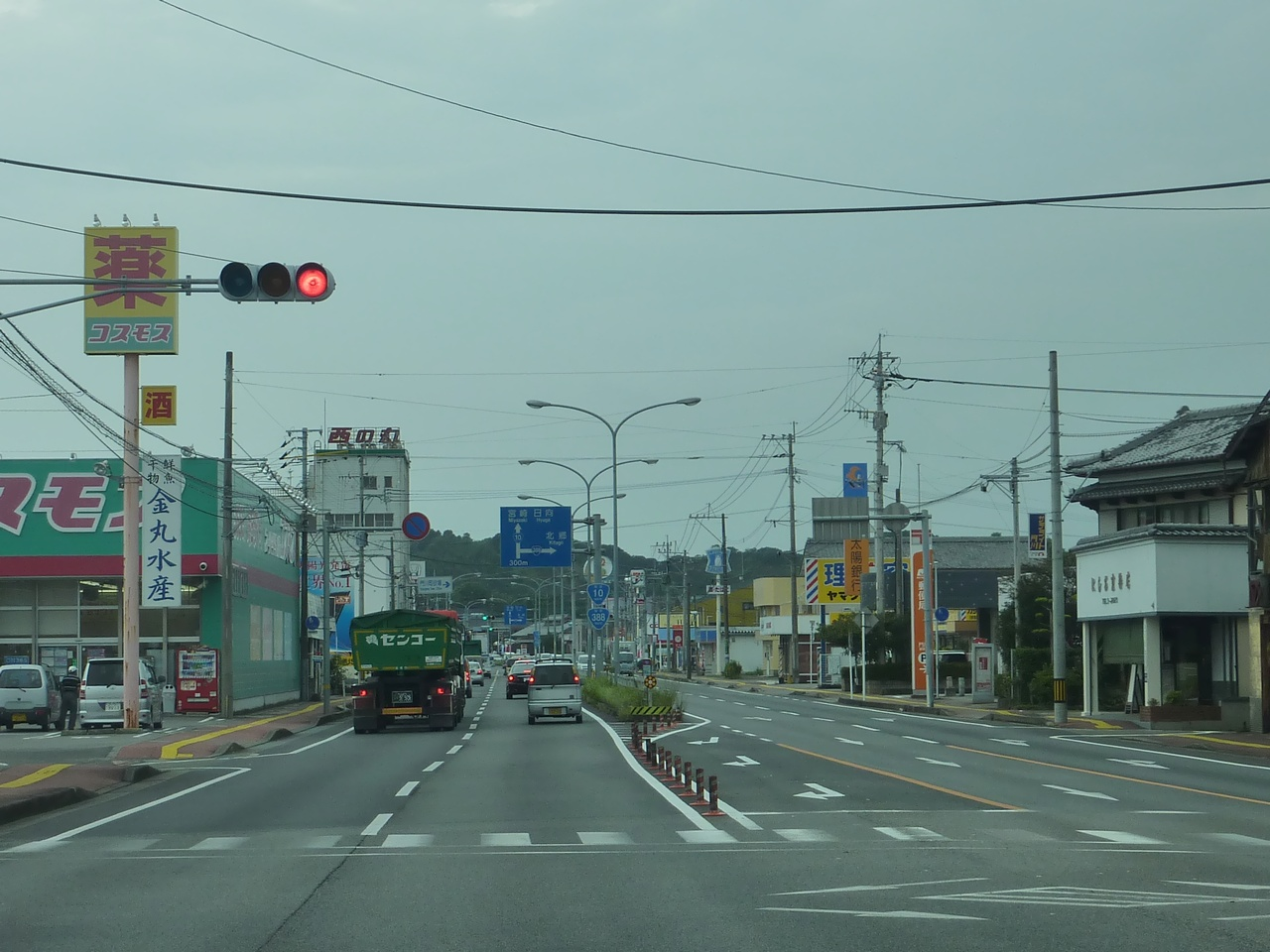
国道10号との重複区間。交通量が多いため、4車線で整備されている。
宮崎県東臼杵郡門川町

- 国道10号（宮崎県延岡市大門町 - 東臼杵郡門川町中須3丁目・中須交差点）
- 国道326号（宮崎県延岡市大門町 - 延岡市昭和町）
- 国道327号（宮崎県東臼杵郡美郷町西郷区田代）
- 国道503号（宮崎県東臼杵郡美郷町西郷区田代）
- 国道446号（宮崎県東臼杵郡美郷町南郷区水清谷 - 熊本県球磨郡湯前町中里（終点））
- 国道265号（宮崎県東臼杵郡椎葉村大字大河内）

### 道路施設

#### 橋梁
- 大分県

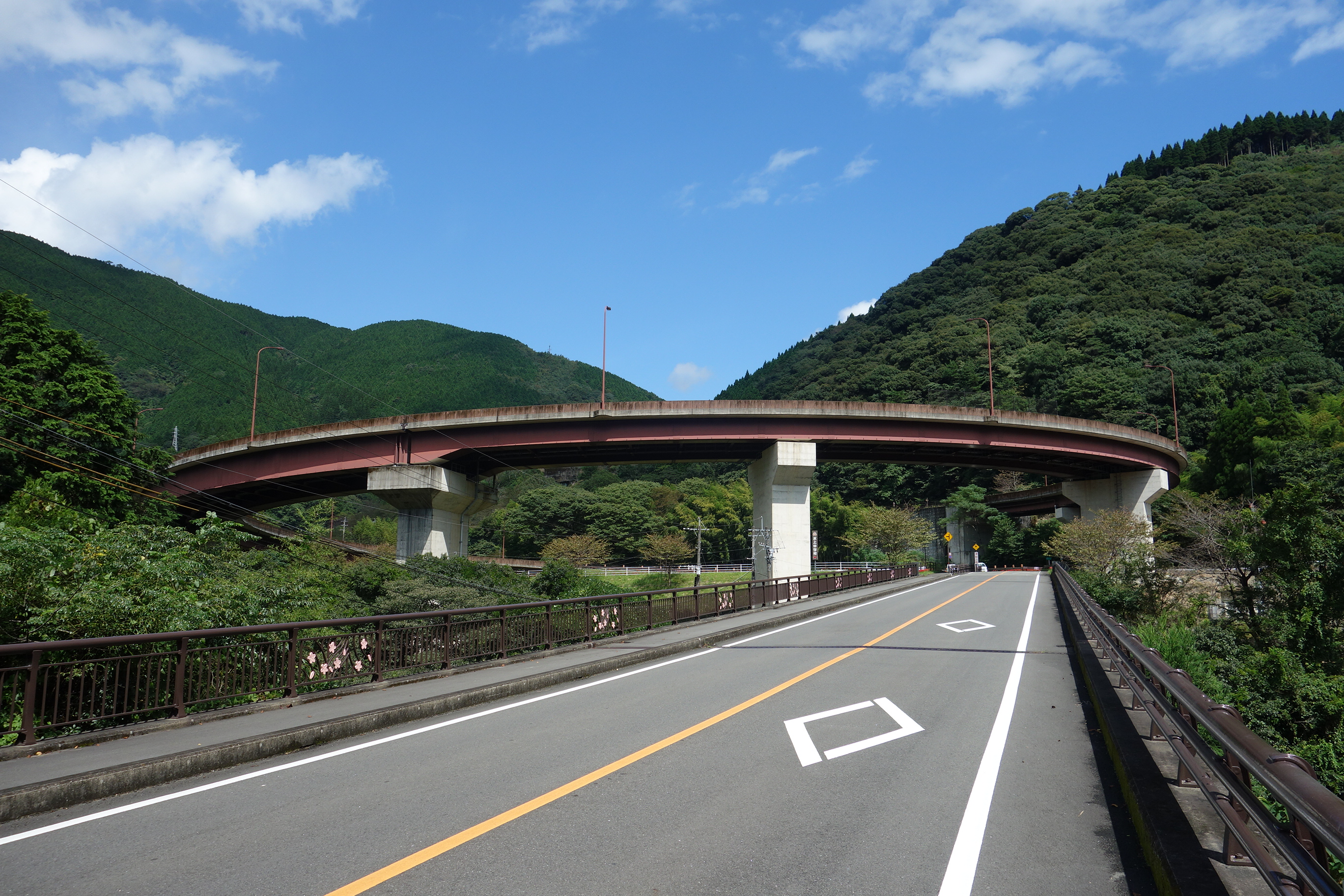
奥球磨ループ橋

  - 新佐伯大橋（番匠川、佐伯市新女島 - 同市大字池田）
  - 茶屋ケ鼻橋（堅田川、佐伯市大字長谷）
- 宮崎県
  - 川島橋（北川、延岡市川島町 - 同市無鹿町）
- 熊本県
  - 奥球磨ループ橋（球磨郡湯前町浜川）

#### トンネル
- 大分県
  - 畑野浦トンネル（佐伯市大字木立 - 同市蒲江大字畑野浦）
  - 入津トンネル（佐伯市蒲江大字畑野浦）
  - 高山トンネル（佐伯市蒲江大字竹野浦河内）
  - 新小向トンネル（佐伯市蒲江大字蒲江浦）
  - 小蒲江トンネル（佐伯市蒲江大字蒲江浦）
  - 猪串トンネル（佐伯市蒲江大字猪串浦）
- 宮崎県

  - 古江トンネル（延岡市北浦町三川内 - 同市北浦町古江）
  - ハイトンネル（延岡市北浦町古江）
  - 東谷トンネル（延岡市北浦町古江）
  - 熊野江トンネル（延岡市北浦町古江 - 同市熊野江町）
  - 新須美江トンネル（延岡市熊野江町）
  - 新浦城トンネル（延岡市須美江町）※浦城バイパス
  - 裏城トンネル（延岡市浦城町 - 同市北川町長井）
  - 川島トンネル（延岡市北川町長井 - 川島町）
  - 山口トンネル（宮崎県東臼杵郡美郷町北郷宇納間）
  - 美郷トンネル（日平バイパス、美郷町西郷田代 - 美郷町南郷水清谷）:

#### 道の駅
- 大分県
  - かまえ（佐伯市蒲江）
- 宮崎県
  - 北浦（延岡市北浦町）

### 特殊車両通行規制区間
- 大分県佐伯市蒲江丸市尾浦 - 宮崎県延岡市北浦町三川内
- 宮崎県美郷町南郷区鬼神野 - 熊本県水上村湯山

## 地理

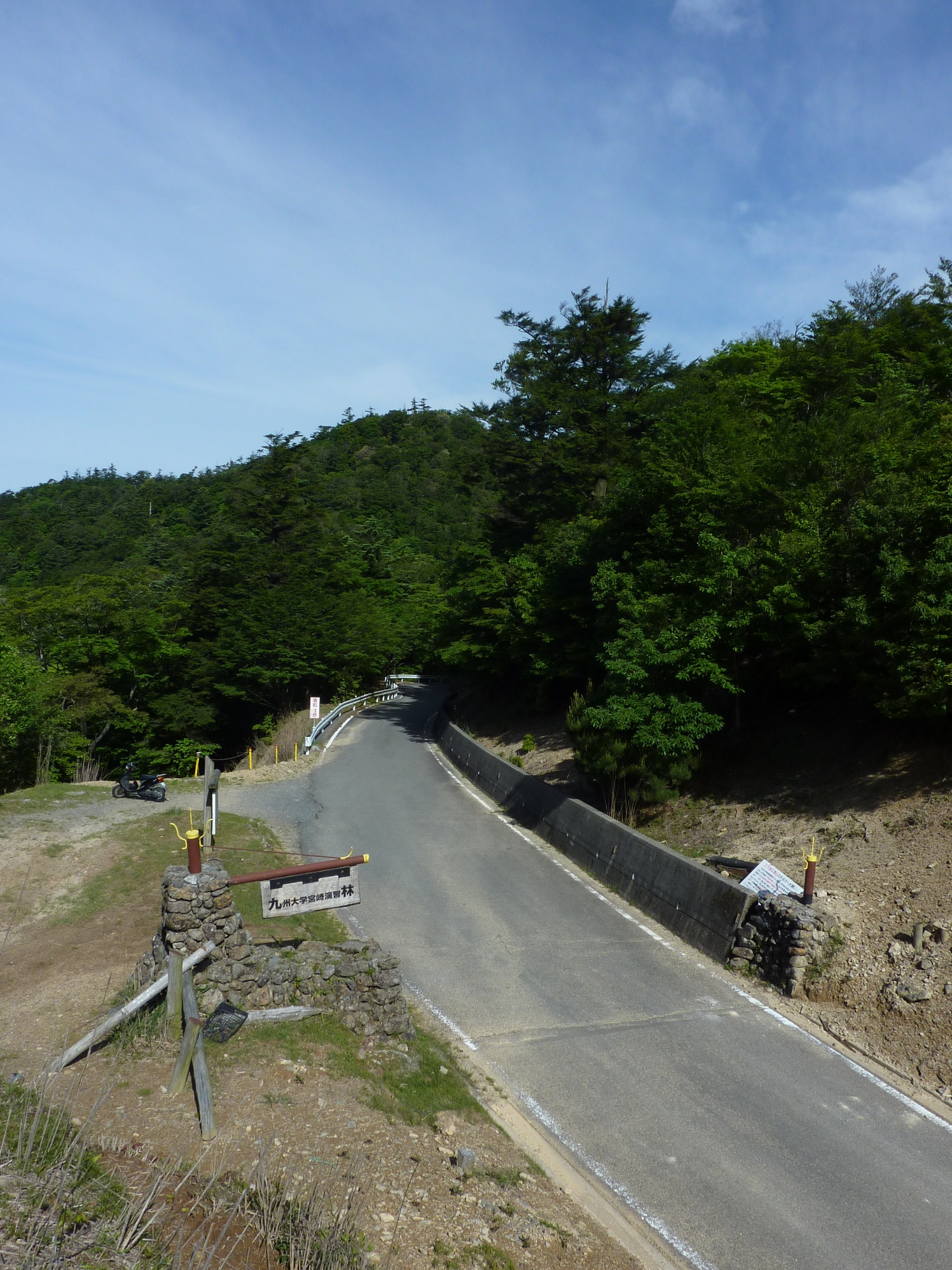
大河内越（宮崎県椎葉村）

大分県佐伯市の旧蒲江町のリアス式海岸に沿って国道は南下する。大分県・宮崎県の県境付近の酷道区間は、海岸付近から丘陵地の山越えの傾斜地で、峠は標高300 m付近を通過する。道路は日向灘沿いに宮崎県東臼杵郡門川町まで南下し、ここから内陸の東臼杵郡美郷町へ分け入って行き、美郷町役場前を通過していく。九州山地のの山岳部で、宮崎県東臼杵郡椎葉村に入ると標高1,134 mの大河内越（耳川水系と一ツ瀬川水系の分水嶺）を通過していて、この付近は日本有数の多雨地帯であるため苔むした崖沿いの道である。東臼杵郡美郷町と東臼杵郡椎葉村の境界に林道との交差点があり、この林道の中山峠越えの長大トンネルを抜けて椎葉村の中心部へ抜けることが出来る。宮崎県と熊本県の県境付近で、九州山地の中央分水嶺である湯山峠（標高944 m）を越える。熊本県側の沿線には、湯山温泉（球磨郡水上村）やゆのまえ温泉（球磨郡湯前町）など温泉施設がある。

### 通過する自治体
- 大分県
  - 佐伯市
- 宮崎県
  - 延岡市 - 東臼杵郡門川町 - 東臼杵郡美郷町 - 東臼杵郡椎葉村
- 熊本県
  - 球磨郡水上村 - 球磨郡湯前町

椎葉村 - 水上村間は、かつて境界未確定地帯を通っていた（2010年（平成22年）に境界確定）。

### 交差する道路
| 交差する道路 | 都道府県名 | 市町村名 | 市町村名 | 交差する場所       | 交差する場所          |
| --- | ---------- | -------- | -------- | ------------------ | --------------------- |
| 国道217号 | 大分県     | 佐伯市   | 佐伯市   | 駅前2丁目          | 佐伯駅前交差点 / 起点 |
| 大分県道37号佐伯蒲江線 | 大分県     | 佐伯市   | 佐伯市   | 大字池田           |                       |
| 大分県道604号梶寄浦佐伯線 | 大分県     | 佐伯市   | 佐伯市   | 上灘               |                       |
| 大分県道607号長良木立線 | 大分県     | 佐伯市   | 佐伯市   | 大字木立           |                       |
| 大分県道501号色宮港木立線 | 大分県     | 佐伯市   | 佐伯市   | 大字木立           |                       |
| 大分県道687号西野浦河内線 | 大分県     | 佐伯市   | 佐伯市   | 蒲江大字竹野浦河内 |                       |
| 大分県道37号佐伯蒲江線 | 大分県     | 佐伯市   | 佐伯市   | 蒲江大字蒲江浦     |                       |
| E10 東九州自動車道 | 大分県     | 佐伯市   | 佐伯市   | 蒲江大字森崎浦     | 19 蒲江IC             |
| 宮崎県道・大分県道122号古江丸市尾線 | 大分県     | 佐伯市   | 佐伯市   | 蒲江大字丸市尾浦   |                       |
| 宮崎県道43号北川北浦線 | 宮崎県     | 延岡市   | 延岡市   | 北浦町三河内       |                       |
| E10 東九州自動車道 | 宮崎県     | 延岡市   | 延岡市   | 北浦町古江         | 20 北浦IC             |
| 宮崎県道・大分県道122号古江丸市尾線 | 宮崎県     | 延岡市   | 延岡市   | 北浦町古江         | 延岡市古江交差点      |
| 宮崎県道243号須美江インター線 | 宮崎県     | 延岡市   | 延岡市   | 須美江町           | 須美江町交差点        |
| 宮崎県道212号浦城東海線 | 宮崎県     | 延岡市   | 延岡市   | 浦城町             |                       |
| 宮崎県道212号浦城東海線 | 宮崎県     | 延岡市   | 延岡市   | 川島町             |                       |
| 国道10号 重複区間起点 国道326号 重複区間起点                                                                                                | 宮崎県     | 延岡市   | 延岡市   | 大門町             |                       |
| 宮崎県道223号延岡港線 | 宮崎県     | 延岡市   | 延岡市   | 粟野名町           |                       |
| 国道218号 国道326号 重複区間終点 | 宮崎県     | 延岡市   | 延岡市   | 昭和町             |                       |
| E10 延岡南道路 | 宮崎県     | 延岡市   | 延岡市   | 塩浜町             | 23 延岡南IC           |
| 宮崎県道49号北方土々呂線 宮崎県道224号遠見半島線                                                                                            | 宮崎県     | 延岡市   | 延岡市   | 土々呂町           | 土々呂町交差点        |
| E10 延岡南道路 | 宮崎県     | 東臼杵郡 | 門川町   | 須賀崎3丁目        | 24 門川IC             |
| 宮崎県道224号遠見半島線 | 宮崎県     | 東臼杵郡 | 門川町   | 大字加草           | 門川町加草交差点      |
| 宮崎県道229号門川停車場線 宮崎県道232号門川港線                                                                                             | 宮崎県     | 東臼杵郡 | 門川町   | 門川尾末           | 鳴子交差点            |
| 国道10号 重複区間終点 | 宮崎県     | 東臼杵郡 | 門川町   | 中須3丁目          | 中須交差点            |
| 宮崎県道226号土々呂日向線 | 宮崎県     | 東臼杵郡 | 門川町   | 上町6丁目          |                       |
| 宮崎県道225号八重原延岡線 | 宮崎県     | 東臼杵郡 | 門川町   | 大字川内           |                       |
| 宮崎県道20号北方北郷線 | 宮崎県     | 東臼杵郡 | 美郷町   | 北郷区黒木         |                       |
| 宮崎県道210号宇納間日之影線 | 宮崎県     | 東臼杵郡 | 美郷町   | 北郷宇納間         |                       |
| 国道327号 重複区間起点 国道503号 重複区間起点                                                                                               | 宮崎県     | 東臼杵郡 | 美郷町   | 西郷田代           |                       |
| 国道327号 重複区間終点 国道503号 重複区間終点                                                                                               | 宮崎県     | 東臼杵郡 | 美郷町   | 西郷田代           |                       |
| 国道446号 重複区間起点 | 宮崎県     | 東臼杵郡 | 美郷町   | 南郷水清谷         |                       |
| 宮崎県道39号西都南郷線 | 宮崎県     | 東臼杵郡 | 美郷町   | 南郷神門（みかど） |                       |
| 国道265号 重複区間起点 | 宮崎県     | 東臼杵郡 | 椎葉村   | 大字大河内         |                       |
| 国道265号 重複区間終点 | 宮崎県     | 東臼杵郡 | 椎葉村   | 大字大河内         |                       |
| 宮崎県道・熊本県道142号上椎葉湯前線 重複区間起点                                                                                            | 熊本県     | 球磨郡   | 水上村   | 大字岩野           |                       |
| 熊本県道264号幸野染田線 | 熊本県     | 球磨郡   | 水上村   | 大字岩野           |                       |
| 熊本県道33号人吉水上線 熊本県道161号五木湯前線 重複区間起点                                                                                 | 熊本県     | 球磨郡   | 水上村   | 大字岩野           |                       |
| 国道219号 国道446号 重複区間終点 熊本県道43号錦湯前線 宮崎県道・熊本県道142号上椎葉湯前線 重複区間終点 熊本県道161号五木湯前線 重複区間終点 | 熊本県     | 球磨郡   | 湯前町   | 中里               | 終点                  |

### 交差する鉄道
- 日豊本線

### 峠
- 小原峠
- 大河内越
- 湯山峠

## ギャラリー

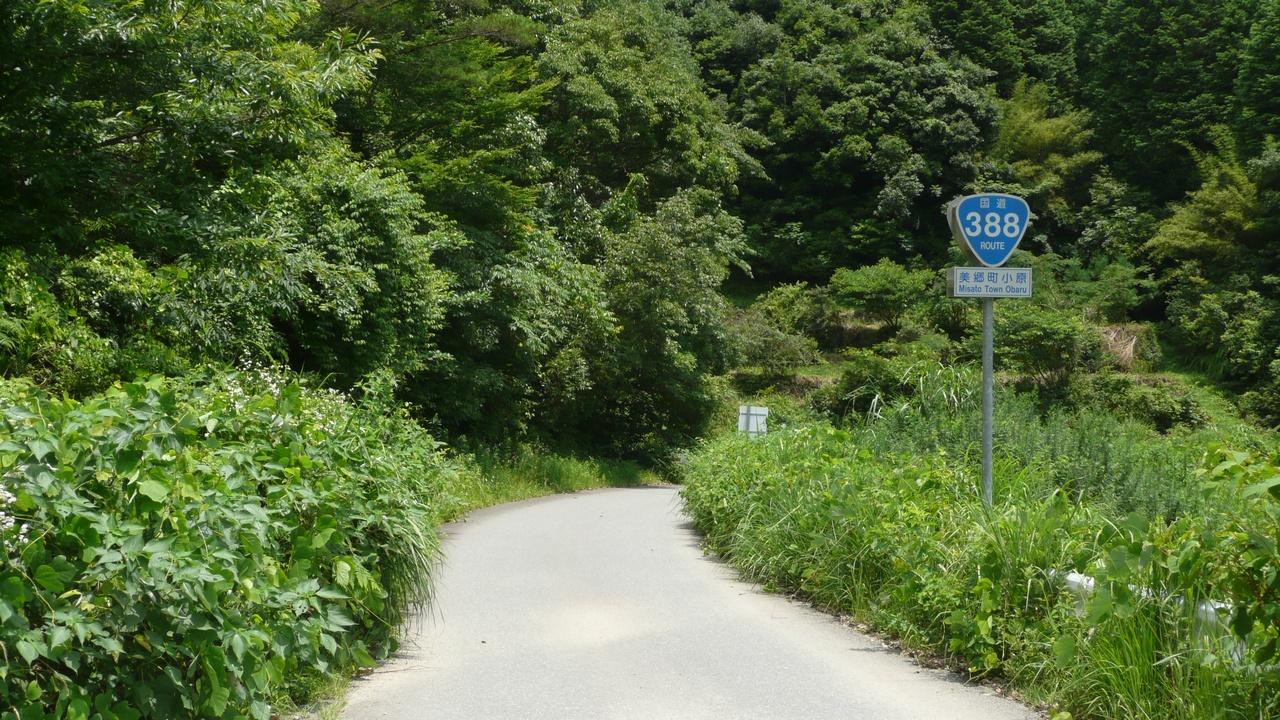
美郷町役場方面 （宮崎県美郷町西郷区小原（おばる））
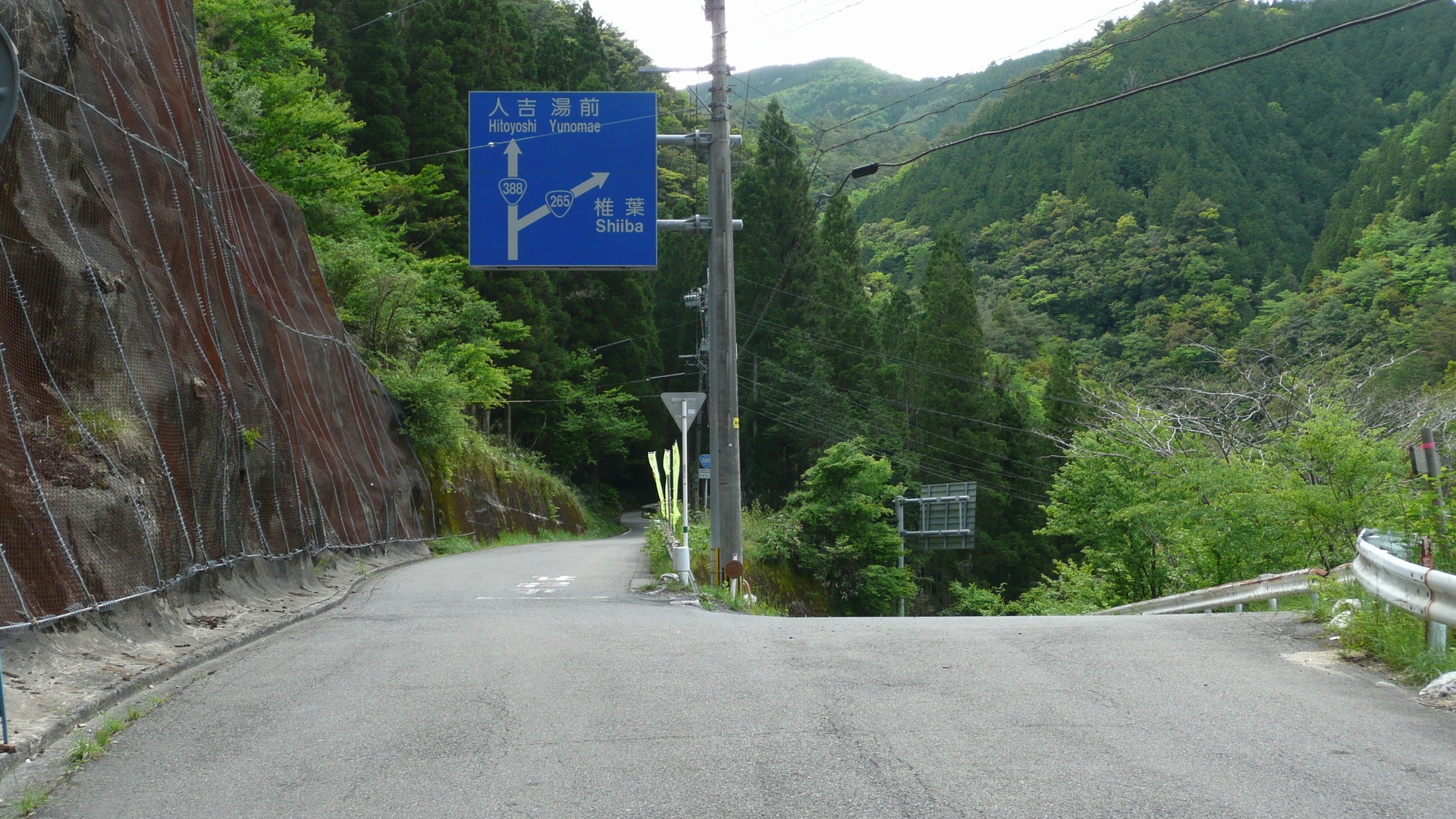
国道265号との分岐 （宮崎県椎葉村大河内）
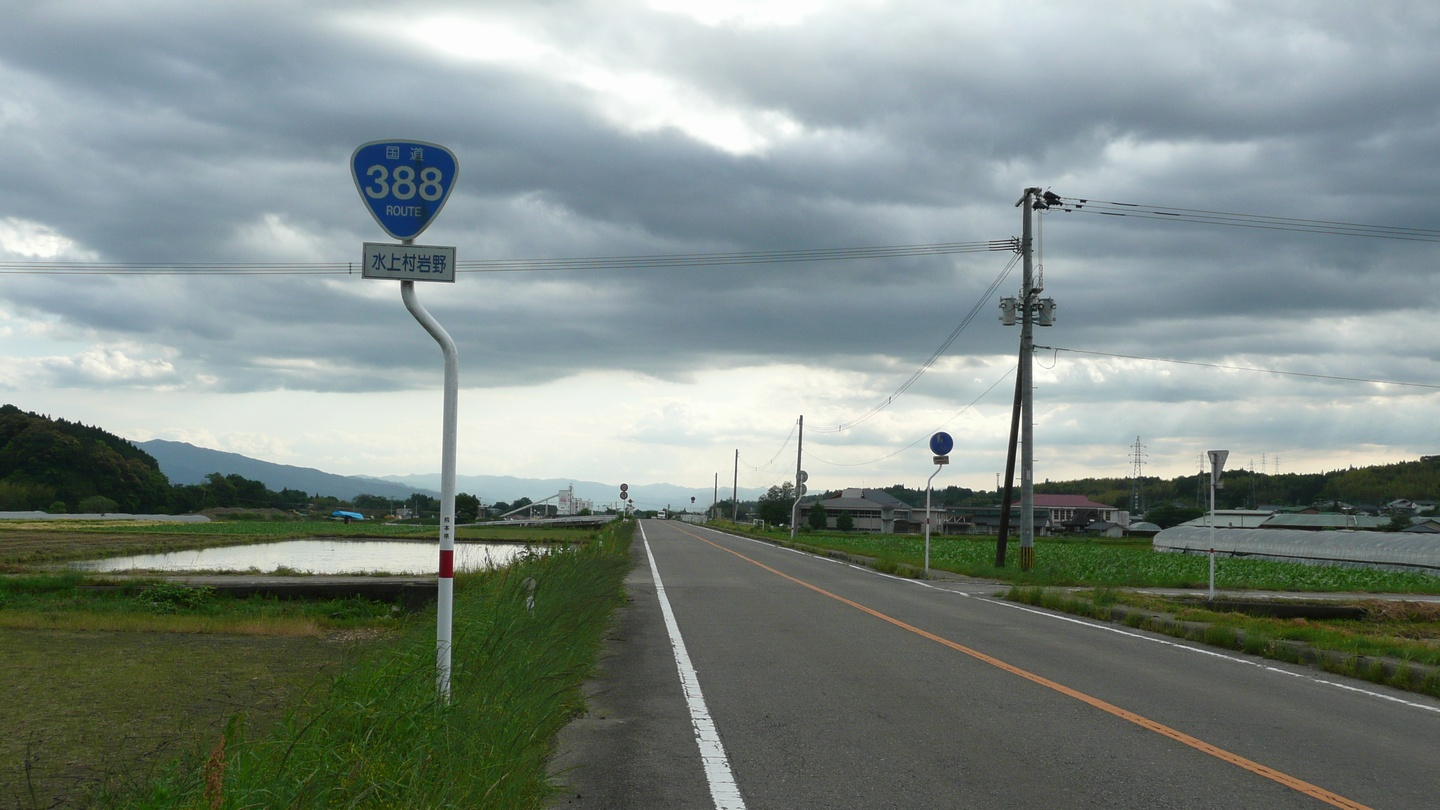
人吉方面 （熊本県水上村岩野）